# Microloxia monotona
Microloxia monotona är en fjärilsart som beskrevs av Hans Reisser 1926. Microloxia monotona ingår i släktet Microloxia och familjen mätare. Inga underarter finns listade i Catalogue of Life.